# Potboiler
Als Potboiler oder Pot Boiler wird eine künstlerische Arbeit bezeichnet, bei der die Intention im Vordergrund steht, schnelles Geld zu verdienen oder ein dauerhaftes bzw. stabiles Einkommen zu sichern. Es kann sich dabei um literarische Werke, Bilder, musikalische Kompositionen, Filme oder auch Spiele handeln. In der englischen Sprache ist der Begriff seit 1854 belegt, er wird aber auch in anderen Sprachen als Terminus technicus verwendet.
Andeutungsweise wurden damit auch „künstlerische Werte“ als verkäuflich dargestellt. Das Wort beschreibt im übertragenen Sinne den Zwang eines Künstlers, seinen Unterhalt verdienen zu müssen, um damit das Brennmaterial zum Anheizen seines Kochtopfes (englisch pot) zu beschaffen.
Einer der berühmtesten Potboiler ist die Weihnachtserzählung A Christmas Carol von Charles Dickens. Es zeigt, dass Arbeiten, die hauptsächlich aus Zwang zum Geld verdienen geschrieben werden, nicht immer von unterdurchschnittlicher Qualität sind.